# Oldcastle
Oldcastle (irisch An Seanchaisleán) ist eine Stadt im County Meath im Osten der Republik Irland.
Oldcastle liegt im äußersten Nordwesten von Meath, nahe der Grenze zur Grafschaft Cavan, 22 km entfernt von Kells.
Die Zahl der Einwohner Oldcastles wurde bei der Volkszählung 2022 mit 1409 Personen ermittelt.
Die siral verzierte Säule von Kingsmountain (auch King’s Mountain – Sliabh an Rí) steht in einem Feld der Cairns von Loughcrew bei Oldcastle.

## Persönlichkeiten
- Alicia Adélaide Needham (1863–1945), Komponistin
- Charles Heerey (1890–1967), römisch-katholischer Ordensgeistlicher, Erzbischof von Onitsha
- Michael Smith (* 1940), römisch-katholischer Bischof
- Ray Kelly (* 1953), singender Priester